# Aquaria (computerspel)
Aquaria is een 2D side-scrolling-action-adventure-computerspel, ontwikkeld door de onafhankelijke spelontwikkelaar Bit Blot. Het heeft de Seumas McNally Grand Prize gewonnen op het Independent Games Festival in maart 2007. Het werd uitgebracht op 7 december 2007 na meer dan twee jaar in ontwikkeling te zijn geweest. Er wordt aan een port naar Mac OS X gewerkt door Ambrosia Software.
Het spel is ontworpen door Derek Yu en Alec Holowka.

## Overzicht
De speler bestuurt het onderwaterwezen Naija, dat op zoek is naar haar familie. Tijdens deze zoektocht door een grote oceaan komt zij van alles tegen, zoals onderwaterleven, grotten en ruïnes van vergeten beschavingen. De speler kan allerlei gebieden op niet-lineaire wijze verkennen, puzzels oplossen en vechten tegen vijandelijke monsters.
Naija kan liederen zingen die bepaalde effecten hebben op haarzelf (zoals het creëren van een beschermend schild) en haar omgeving (zoals het verplaatsen van zware voorwerpen of planten open laten gaan). Naija kan zich ook transformeren om bepaalde energiekrachten te krijgen waarmee ze vijanden kan aanvallen.

## Platforms
| Jaar | Platform    |
| ---- | ----------- |
| 2007 | Windows     |
| 2008 | OS X, Steam |
| 2010 | Linux       |
| 2011 | iOS         |